# Ağstafa (stad)

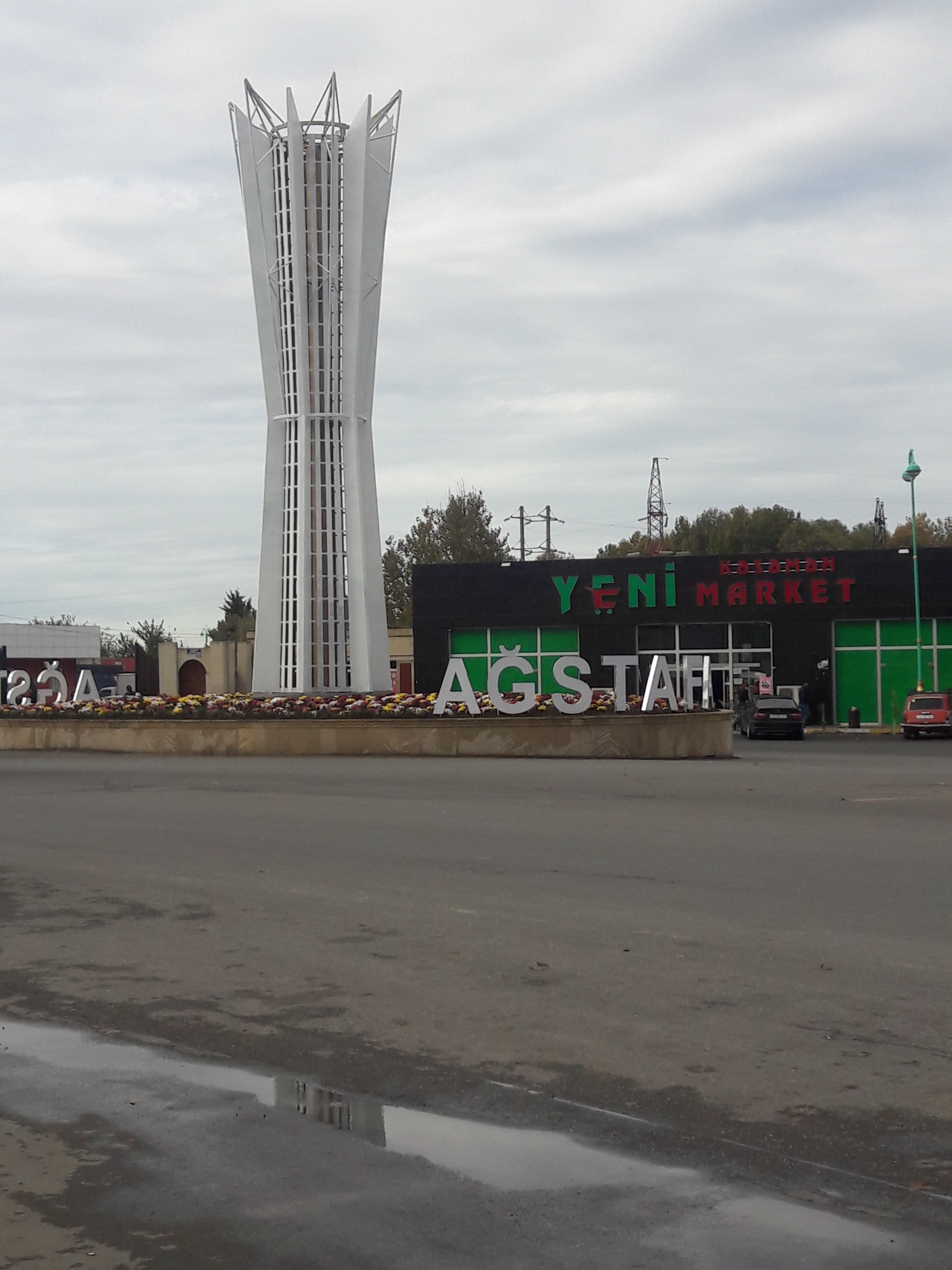
Ağstafa

Ağstafa is een stad in Azerbeidzjan en is de hoofdplaats van het district Ağstafa.
De stad telt 12.400 inwoners (01-01-2012).